# Anboto
Anboto je hora ve Španělsku. Nachází se v pohoří Urkiola nedaleko města Atxondo v provincii Bizkaia. Je vysoká 1 331 m n. m. a má prominenci 734 m. Je dominantou regionu Durangaldea, sedlo Zabalandi ji odděluje od sousední hory Ipizte. V baskičtině se nazývá Anboto a ve španělštině Amboto.
Hora je tvořena šedým vápencem a nacházejí se zde četné zkameněliny prehistorických korálů. Ve vápenci vznikly četné jeskyně a bizarní útvary, jako je skalní okno Bentanetan. Příkrá severní stěna přesahuje tisíc metrů, z jižní strany vedou na vrchol značené turistické stezky, jejichž výchozími body jsou Aramaio a Otxandio. U cesty na horu v nadmořské výšce 730 m byla postavena kaple zasvěcená Antonínovi Paduánskému. Na vrcholu se nachází geodetický bod. Výstup je nebezpečný vzhledem k proměnlivému počasí, došlo zde i ke smrtelným úrazům. Každoročně se koná extrémní závod Anboto kilometro bertikala.
V okolí hory byl roku 1989 zřízen přírodní park Urkiola o rozloze 59,5 km². Oblast je také nazývána „malé Švýcarsko“, v minulosti se zde těžila železná ruda.
Anboto hraje významnou roli v baskické mytologii. Jeskyně Mariren koba, která se nachází na východním svahu hory v nadmořské výšce 1150 m, je podle pověsti sídlem bohyně Mari, zvané také Paní z Anbota. S předkřesťanskými kulty jsou spojeny příběhy o čarodějnicích sorgin, které se zde skrývaly před inkvizicí. Bojovnice hnutí Euskadi Ta Askatasuna María Soledad Iparraguirre používala podle hory pseudonym Anboto.